# NGC 220
NGC 220 este un roi deschis  situat în Micul Nor al lui Magellan, în constelația Tucanul. A fost descoperit în 8 ianuarie 1826 de către James Dunlop și în 12 august 1834 de către John Herschel.